# Șceaslîve, Orihiv
Șceaslîve (în ucraineană Щасливе) este localitatea de reședință a comunei Șceaslîve din raionul Orihiv, regiunea Zaporijjea, Ucraina.

## Demografie
Componența lingvistică a localității Șceaslîve
     Ucraineană (90,87%)
     Rusă (8,71%)
Conform recensământului din 2001, majoritatea populației localității Șceaslîve era vorbitoare de ucraineană (90,87%), existând în minoritate și vorbitori de rusă (8,71%).